# Ernst Marcus
Ernst Gustav Gotthelf Marcus (Berlim, 8 de junho de 1893 – São Paulo, 30 de junho de 1968), foi um zoólogo, pesquisador e professor universitário alemão.
Professor do Instituto Oceanográfico da Universidade de São Paulo, emigrou da Alemanha com o avanço da Segunda Guerra Mundial para ocupar a cadeira de zoologia em São Paulo.

## Biografia
Ernst nasceu em Berlim, em 1893, de família judia, com costumes típicos da Alemanha imperial. Seus pais eram Regina Schwartz e o advogado Georg Marcus. Precisou adiar seus estudos durante o doutorado devido à eclosão da Primeira Guerra Mundial, na qual lutou no fronte como suboficial por quatro anos e foi condecorado com a Cruz de Ferro. Em 1914, no início da guerra, publicou seu primeiro trabalho científico, em zoologia. Após o conflito, publicou outro em 1919, já na Universidade de Berlim, onde começava carreira docente. No Instituto de Zoologia, teve influências de grandes cientistas da época, em especial na embriologia.
Casou-se com Eveline Du Bois-Reymond, também zoóloga, neta de Emil Du Bois-Reymond, fisiologista alemão. O casal assinou juntos vários artigos científicos.

## Carreira
Até 1933, ainda na Alemanha, trabalhou com coleópteros, onicóforos, briozoários e tardígrados, entre outros, em um total de 53 trabalhos publicados. Estudou a embriogênese da boca e do intestino anterior de peixes selácios e anfíbios anuros e publicou um volume sobre tardígrados na coleção Bronn's Klassen und Ordnungen des Tierreiches. 
Com a ascensão do nazismo, a situação dos judeus piorou na Alemanha. Surgiu, na mesma época, um convite para lecionar na Faculdade de Filosofia, Ciências e Letras da Universidade de São Paulo, na cadeira de zoologia, recém-vaga com a morte repentina de Ernst Bresslau, em 1935. Ernst e a esposa chegaram ao Brasil em l de abril de 1936.
No Brasil, suas pesquisas iniciais eram com animais marinhos, coletados em trabalhos de campo no litoral ou material trazido por colegas. No entanto, por ainda serem alemães, foram proibidos a frequentar o litoral durante o andamento da Segunda Guerra Mundial, o que o fez excursionar por São Paulo, coletando em córregos, lagos e pequenos cursos d'água. 
O casal Marcus publicou entre 1936 e 1968, cerca de 162 artigos científicos, alguns em português no Boletim de Zoologia. Outros foram enviados para revistas estrangeiras em diversos idiomas, com trabalhos sobres os mais variados grupos animais: turbelários, poliquetos, oligoquetos, tardígrados, onicóforos, pantópodos, nemertinos, foronídeos, gastrópodes. Estes trabalhos tornaram o casal autoridades em zoologia na época.
Ernst se aposentou, compulsoriamente, da universidade depois de 37 anos de trabalho, dando sua última aula em 7 de junho de 1963. Publicou ensaios sobre a filosofia da zoologia, a pertinência de seus estudos e teve livros publicados que se tornaram referência na área.

## Morte
Ernst faleceu em 30 de junho de 1968, na capital paulista, aos 75 anos. Sua esposa Eveline continuou lecionando até falecer em 1990, recebendo o título de Doutor honoris causa, pela USP e condecorada pelo governo francês.